# GD 362
GD 362 är en ensam stjärna i mellersta delen av stjärnbilden Herkules. Den har en skenbar magnitud av ca 16,23 och kräver ett kraftfullt teleskop för att kunna observeras. Baserat på parallaxmätning på ca 17,8 mas, beräknas den befinna sig på ett avstånd på ca 150 ljusår (ca 51 parsek) från solen.

## Egenskaper
GD 362 är en vit dvärgstjärna av spektralklass DAZB. Den har en massa som är ca 0,73 solmassa och en effektiv temperatur av ca 10 500 K.
År 2004 visade spektroskopiska observationer att den har en relativt hög koncentration av metaller i dess atmosfär. Eftersom vita dvärgars höga gravitationsfält snabbt tvingar tunga element att sätta sig mot botten av atmosfären, innebär detta att atmosfären förorenats av en extern källa. År 2005 angav infraröda fotometriska observationer att den var omgiven av en stoftring med storlek jämförbar med Saturnus ringar, vilket gav en förklaring till denna förorening.
År 2006 använde Benjamin Zuckerman, Michael Jura och andra astronomer Keck-observatoriets teleskop för att erhålla högupplösta spektra av GD 362 som visade att tunga grundämnen i stjärnans atmosfär förekommer i koncentrationer som liknade dem i jord-månsystemet. Gruppen drog slutsatsen att ett möjligt ursprung för GD 362:s stoftring och atmosfärsföroreningar var att en stenasteroid med en diameter på cirka 200 km sönderdelades av tidvatteneffekter mellan 100 000 och 1 miljon år sedan. Om detta är ursprunget anger spektra att asteroiden borde ha haft en sammansättning som liknar jordskorpan, vilket tyder på att stjärnan kan ha haft en jordliknande planet innan den gick in i dess fas av röd jätte.
GD 362 har varit en vit dvärg i cirka 900 miljoner år.